# Casper (Wyoming)
Casper is een plaats (city) in de Amerikaanse staat Wyoming en valt bestuurlijk gezien onder Natrona County. De stad ligt aan de North Platte, aan de voet van de Casper Mountain.

## Demografie
Bij de volkstelling in 2000 werd het aantal inwoners vastgesteld op 49.644.
In 2006 is het aantal inwoners door het United States Census Bureau geschat op 52.089, een stijging van 2445 (4,9%).

## Geografie
Volgens het United States Census Bureau beslaat de plaats een oppervlakte van
62,8 km², waarvan 62,0 km² land en 0,8 km² water. Casper ligt op ongeveer 1634 meter boven zeeniveau.

## Plaatsen in de nabije omgeving
De onderstaande figuur toont nabijgelegen plaatsen in een straal van 28 km rond Casper.

## Geboren

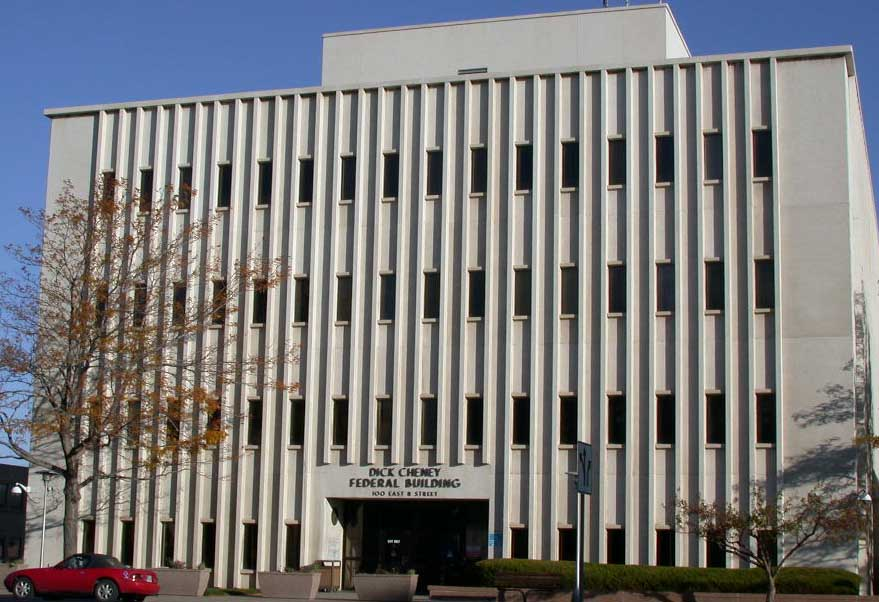
Dick Cheney Federal Building

- Lynne Cheney (1941), vrouw van Dick Cheney
- John Barrasso (1952), senator voor Wyoming
- Jim J. Bullock (1955), acteur